# Ребайн, Ян Андреевич
Ян Андреевич Ребайн (11 ноября 1911, Ачикулак, Ставропольская губерния, Российская империя — январь 1996, Ростов-на-Дону, Россия) — советский архитектор, главный архитектор Ростова-на-Дону (1947—1972). Участник Великой Отечественной войны.

## Биография
Родился в 1911 году.
Закончил в 1934 году архитектурный факультет Ленинградского инженерно-строительного института. В Ростов-на-Дону приехал по распределению, где стал трудиться по своей специальности в «Ростовоблпроекте». Участвовал в восстановлении разрушенного Ростова-на-Дону после Великой Отечественной войны.
Принял участие в проектировании главного железнодорожного узла Ростова и пригородного железнодорожного вокзала. Стал автором идеи возведения Западного и Северного жилых массивов. В конце 1950-х годов он настоял на создании обширных зон отдыха для ростовчан на Зелёном острове и на левом берегу Дона.
Умер в январе 1996 года.

## Наиболее известные проекты
- Гостиница «Приморская» (1936, Сочи).
- Городская набережная Дона (1949, Ростов-на-Дону).
- Здание МВД (ул. Большая Садовая, Ростов-на-Дону).
- Здание МГБ (ул. Большая Садовая, Ростов-на-Дону).
- Дом «Молодых специалистов» (совм. с Х. Х. Чалхушьяном, 1936), Таганрог, ул. Фрунзе, 43.

## Автор книг
- Ребайн Я. А. Ростов-На-Дону. — М.: Архитектура городов СССР, 1950. — 150 с.
- Ребайн Я. А. Ростов шагает в будущее. — Ростов-на-Дону: Книжное издательство, 1968.

## Семья
Дочь — Татьяна Яновна Ребайн (20 августа 1939 — 8 апреля 2022), доктор архитектуры, профессор, почётный работник высшего профессионального образования РФ, член САР, заведующая кафедрой градостроительства Куйбышевского ордена «Знак Почёта» инженерно-строительного института им. А. И. Микояна (1979—1988), заведующая кафедрой урбанистики СГАСУ (2001—2013).

## Память
- Hа фасаде дома № 66 в переулке Газетном Ростова-на-Дону, где он жил в последние годы, установлена мемориальная доска[7], где указано: «Здесь жил с 1953 по 1996 г. Ребайн Ян Андреевич, архитектор и ветеран ростовского полка народного ополчения»[8].